# Liste der Monuments historiques in Hautefeuille
Die Liste der Monuments historiques in Hautefeuille führt die Monuments historiques in der französischen Gemeinde Hautefeuille auf.

## Liste der Objekte
| Bezeichnung                                       | Beschreibung | Standort                                                      | Kennzeichnung | Schutzstatus | Datum | Bild |
| ------------------------------------------------- | --- | ------------------------------------------------------------- | ------------- | ------------ | ----- | ---- |
| Hauptaltar mit Retabel und Gemälde Hl. Eloi       | Altarbild und Retabel aus Holz mit zwei kannelierten Säulen die ein Ölgemälde umrahmen. Bezeichnet mit 1740. | Im Chor der Kirche St-Éloi (Lage)                             | PM77003333    | Inscrit      | 1979  |      |
| Weihwasserbecken                                  | Weihwasserbecken aus Stein mit leichter Muschelform aus dem 18. Jahrhundert. | Am Eingang in die Kirche St-Éloi (Lage)                       | PM77003331    | Inscrit      | 1979  |      |
| Skulptur Heiliger Eloi                            | Skulptur aus Stein oder Keramik auf einem Sockel stehend. Hergestellt im 18. Jahrhundert. | Auf dem Gebälk des Altarbildes in der Kirche St-Éloi (Lage)   | PM77003335    | Inscrit      | 1979  |      |
| Fragment des Chorzauns                            | Schmiedeeisernes Tor des ehemaligen Chorzauns aus dem 18. Jahrhundert. | Im Kirchenschiff der Kirche St-Éloi (Lage)                    | PM77003338    | Inscrit      | 1979  |      |
| Tabernakel                                        | Tabernakel aus bemaltem und vergoldetem Holz mit einer mittigen Tür die auf jeder Seite von Schriftrollen eingerahmt und von geflügelten Puttenköpfen überragt wird. Entstehungszeit im 18. Jahrhundert.                                                                                        | Hinter dem Altar in der Kirche St-Éloi (Lage)                 | PM77003336    | Inscrit      | 1979  |      |
| Holztruhe                                         | Holzkasten mit Deckel, seitlichen Eisengriffen und drei Schlössern aus dem 18. Jahrhundert. | Hinter dem Altar in der Kirche St-Éloi (Lage)                 | PM77003337    | Inscrit      | 1979  |      |
| Skulptur Madonna mit Kind                         | Terrakottaskulptur aus dem 18. Jahrhundert. | Auf dem Gebälk des Altarbildes in der Kirche St-Éloi (Lage)   | PM77003334    | Inscrit      | 1979  |      |
| Grabstein für Geneviève Françoise de la Faulche   | Rechteckige Grabplatte aus rötlichem Stein für Geneviève Françoise de la Faulche, Ehefrau von Jacques Denis Augustin de Heere, Herr von Tournelle. Im oberen Teil wurden die Wappen der Verstorbenen und im unteren Teil ein Totenkopf mit gekreuzten Knochen eingraviert. Bezeichnet mit 1749. | Vor der Chorstufe in der Kirche St-Éloi (Lage)                | PM77003339    | Inscrit      | 1979  |      |
| Taufbecken                                        | Rundes Taufbecken aus Stein auf einem zylindrischen Sockel mit Holzdeckel. Gefertigt im 18. Jahrhundert. | Am Eingang zum Kirchenschiff der Kirche St-Éloi (Lage)        | PM77003332    | Inscrit      | 1979  |      |
| Trauertafel für Geneviève Françoise de la Faulche | Epitaph für die Verstorbene mit Gravur im oberen Teil und einer gewölbten Plakette aus schwarzem Marmor. Bezeichnet mit 1749. | Auf der rechten Seite am Eingang in die Kirche St-Éloi (Lage) | PM77003340    | Inscrit      | 1979  |      |